# اوگنین ورانیچ
 اوگنین ورانیچ (انگلیسی: Ognjen Vranješ؛ زاده ۲۴ اکتبر ۱۹۸۹) یک بازیکن فوتبال اهل بوسنی و هرزگوین است.